# ゴッド (バンド)
ゴッド（God）は、ケヴィン・マーティンによってロンドンで形を成したイギリスのインダストリアル・バンド。1987年にケヴィン・マーティンとナイジェル・アームストロングによって結成され、かつてはドーセット州ウェイマスで、ファイアー・ネクスト・タイム (Fire Next Time)として一緒に演奏していた。バンドの最初の公式リリースは、1988年の「Sounds Like Thunder」で、マーク・E・スミスがキュレーションした『Disparate Cognescenti』というコンピレーション・アルバムに収録された。バンドは9人組にまで拡大し、1996年の解散までに2枚のスタジオ・アルバムをリリースした。このグループによるアンビエント、ダブ、フリー・ジャズ、ノイズロック・ミュージックの激しいマリアージュは、ビル・ラズウェル、ミニストリー、マイ・ブラッディ・ヴァレンタイン、JGサールウェル、ジョン・ゾーンといった彼らの同朋から尊敬を集めた。

## 略歴
ゴッドはもともとテナーサックスとボーカルのケヴィン・マーティンと、ギターのナイジェル・アームストロングで構成されていた。このペアは、ウェイマスからロンドンに移転するとともに、アンディ・レンダル（アドマス）とペアで組んだ後に一緒になったもので、ザ・フォールのフロントマンであるマーク・E・スミスがマーティンに、スミスが編纂している1988年のアルバム『Disparate Cognescenti』に貢献したいかどうかを尋ねた。1988年の秋、マーティンはジョン・ピールのラジオ1の番組で聴いたジャスティン・ブロードリックのプロジェクトであるゴッドフレッシュで、ブロードリックに出会った。ブロードリックはマーティンと一緒に仕事するようになり、メンバーとして参加する前にゴッドの初期のリリースにおける音楽プロデューサーを務めた。

## ディスコグラフィ

### スタジオ・アルバム
- Possession (1992年、Virgin)
- The Anatomy of Addiction (1994年、Big Cat)

### ライブ・アルバム
- Loco (1991年、Pathological)
- Consumed (1993年、Sentrax)

### シングル & EP
- Breach Birth (1990年、Situation Two)
- "Car First" (1990年、Clawfist) ※Terminal Cheesecakeとのスプリット・シングル
- Appeal to Human Greed (1995年、Big Cat)